# Centralistiska republiken Mexiko
Centralistiska republiken Mexiko, officiellt Republiken Mexiko, var en enhetsstat bildad då konstitutionen i den första federala republiken Mexiko ersattes av en ny konstitution i oktober 1835.
Från 1824 till 1846 pågick det statskupper, självständighetsrörelser (Republiken Rio Grande), och två av Mexikos provinser blev självständiga: Republiken Texas och Republiken Yucatán. När USA 1845 annekterade Texas skapades oro mellan de två länderna, eftersom Mexiko inte erkände Republiken Texas självständighet. Denna oro gjorde att USA startade krig år 1846. Senare under kriget, i augusti, gjorde garnisonerna Vera Cruz och San Juan de Ulua uppror, vilket ledde till att den gamla konstitutionen från 1824 återställdes och den andra federala republiken Mexiko bildades.